# Direct Connect
Direct Connect è sia un client che una rete file sharing peer-to-peer creato da NeoModus. Non è di tipo decentralizzato come Gnutella o FastTrack, dato che usa hub connessi a gruppi di utenti, che rappresentano spesso aree di interesse particolare. Spesso, questi hub concentrici consentono l'accesso solo a quegli utenti che posseggono una determinata quantità di file da condividere. Nel programma è presente anche una Chat, come mezzo di comunicazione tra utenti che formano piccole comunità di interesse, piuttosto che un mero file sharing anonimo.

## Descrizione
Il client originale Neomodus, è stato ormai sostituito recentemente da altri client (DC++, DCPRO). 
I client alternativi condividono delle caratteristiche comuni come per esempio una bassa probabilità di essere infettati da virus, essendo open source. Le versioni ulteriormente modificate come BCDC++ e CZCD++, ODC, tutti basati su DC++, sono state sviluppate per comunità che hanno particolari interessi (per esempio comunità che condividono file musicali MP3). Attualmente attorno a questo client c'è un grande interesse e una forte cooperazione nell'aggiungere nuove caratteristiche al protocollo DirectConnect (come statistiche, codifiche dati, pack di linguaggi, eccetera).
Alcuni client (come RevConnect) sono in grado di scaricare lo stesso file da più fonti contemporaneamente. Per questo motivo vengono chiamati multi-source (più fonti), anche se spesso per essi viene usata la definizione erronea multi-download (più download). Erronea perché tutti i client sono in grado di scaricare più file in contemporanea (multidownload) mentre non tutti sono in grado di scaricare lo stesso file da più fonti nello stesso momento (multisource).
I Server più utilizzati per questo tipo di rete sono:
VerliHub, Ptokax, YnHub, HexHub, XHub, NitroHub, Aquila, Yhub, DCH++, McHub, GoldHub, X†®m-Hµß, LamaHub, CowHub
Direct Connect, a causa dell'eccessiva centricità del suo protocollo di comunicazione, ha delle difficoltà a sostenere il traffico di più di 1.000 utenti. La comunità che ruota attorno a Direct Connect ha tutto l'interesse a tenere basso il numero di persone che aderiscono al progetto, anche per evitare ripercussioni legali legate alla condivisione di materiale protetto da copyright.
Molte persone hanno raccolto vari hubs in ciò che si possono definire impropriamente dei Network, e non è raro trovare nei motd di grossi hub i link ad altri hubs dello stesso network.
Spesso questi network hanno delle capacità di clustering che reindirizzano gli utenti da hub troppo pieni (dove è stato superato il limite massimo di utenti imposto), ad altri hubs dello stesso network.
Tutti questi fenomeni sono presenti in minima parte in Italia, a causa della mancanza di buone offerte di banda larga, ma sono meccanismi ormai consolidati nei paesi del nord Europa.
Sono stati studiati vari metodi per ovviare alla mancanza di buone connessioni, ma come detto la centricità del protocollo rende molto difficile la creazione di ciò che viene definito un multihub.

## NeoModus
NeoModus Direct Connect è stato un client file sharing per Windows e macOS per la condivisione di file con una rete peer-to-peer priva di hub centralizzati. 					
NeoModus Direct Connect è stata una rete di client a comunità di tipo guidato.

La parte centrale del sistema è stata una Chat, dove gli utenti dei client esercitavano una gestione diretta della rete e dei file che condividono.

Spesso gli utenti creavano gruppi piccoli e specializzati aventi interessi particolari.
NeoModus Direct Connect ha spesso ispirato la creazione di client open source, come DC++, un client scritto in C++. Lo stesso DC++ ha prodotto delle ulteriori versioni specializzate come BCDC++ e CZDC++, ridefinite con caratteristiche particolari, come filtri, traduzione nelle varie lingue e altre possibilità di ricerca.